# 恒河污染

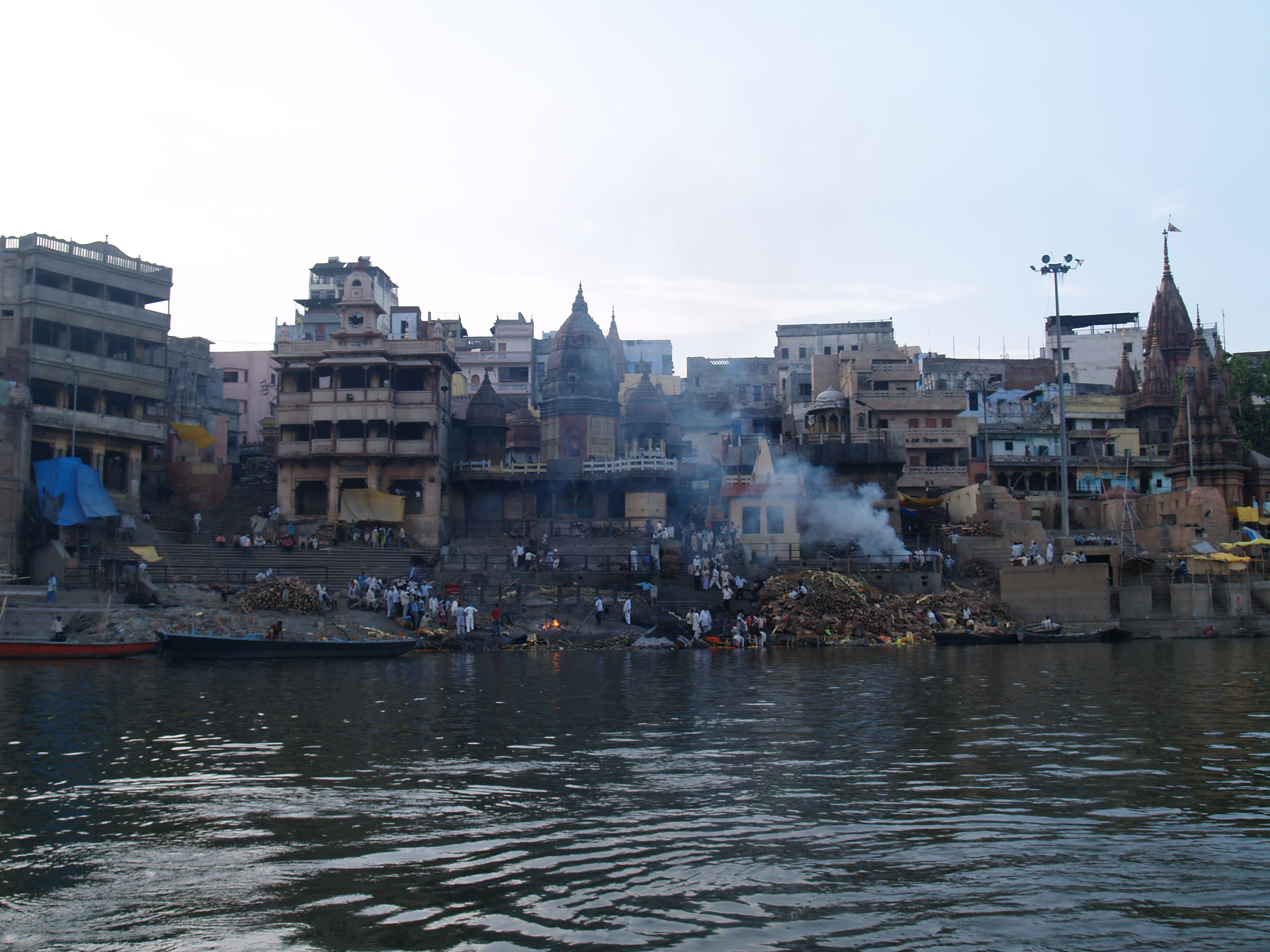
在恆河邊印度教聖城瓦拉納西河壇舉行的火葬。

發生於印度次大陸的恆河污染（英語：pollution of Ganges）是個嚴重的問題，這條印度最大的河流 - 恒河 - 的持續污染對當地人口的健康和環境構成重大威脅。恆河為印度11個邦中約40%的人口供水（估計達到5億人），規模比世界上任何其他河流均大。
恒河主要的污染源為人類排泄物和工業污染物。它目前被認為是世界上污染最嚴重的河流。恆河中有超過600公里（370英里）的河道已被列為生態死亡區。
印度北部平原區產生的污水中有4分之3是在完全未經處理的情況下直接排入恆河及其支流。
政府當局已採取多項措施來進行清理，但迄今並未能產生顯著效果。印度總理納倫德拉·莫迪於2014年當選後即承諾將致力於清理這條河流和控制污染。隨後在2014年6月的政府預算中宣佈要進行淨化恆河計畫。估計到2016年已為此花費300億印度盧比（4.6億美元），採用各種方式清理，但收效甚微。
上述的解決方案中包括拆除上游水壩以利在旱季時有更多的水流入、建造新的上游水庫或是海岸水庫以便能在旱季供水，將污濁河水稀釋，以及在恆河流域中大量興建新的基礎設施，以處理整個地區的生活污水和工業污水。
一些建議的改善方案的建造成本，例如海岸水庫，將會非常昂貴，且需用到大量的電力來抽水，用來稀釋污染的河水。

## 污染原因
恒河水污染發生的主要原因是人口大量增加，人類排泄物和動物糞便以及工業污水及廢棄物直接排入河中。

### 人類排泄物
恆河流經人口超過10萬的印度城市有100個，人口5萬至10萬的城市有97個，外加約48個城鎮。恆河中富含有機負荷的污水很大部分來自沿岸居民的生活污水。印度北部平原產生的污水中有4分之3在排入恆河及其支流之前完全未經處理。即使各地設有污水處理廠，卻有超過一半根本無法運作，或是不能有效運作。於2022年所做的一項審查，顯示恆河沿岸每天產生的723.68億公升(ML/D)污水中只有37%有經處理。

### 工業污水及廢棄物
恆河沿岸有許多工業城市，如坎普爾、普拉亞格拉吉、瓦拉納西和巴特那。分佈有製革廠、化學工廠、紡織廠、釀酒廠、屠宰場和醫院。這些設施向河流排放污水及傾倒未經處理的廢棄物，而加劇河流的污染。
恆河支流潘渡河（Pandu River）沿岸有座燃煤發電廠，每年燃燒60萬噸煤碳，產生21萬噸飛灰。飛灰先儲存在煤灰池中，而灰漿過濾得到的殘渣與生活污水混合後即排入潘渡河。這類飛灰中含有鉛、銅等有毒重金屬。潘渡河中的銅濃度在到達恆河之前就比未受污染的河水高出一千倍。
工業放流水約佔流入恆河污水總量的12%，看來比例相對較低，但由於這些水通常有毒，且無法透過生物降解，而成為一嚴重問題。塑膠和工業廢棄物也是恒河沿岸的工業污水之外的重要污染源。目前恆河面臨的最嚴重問題是水資源短缺，從中抽取用於灌溉的水量已超過補給速度。

### 宗教傳統
印度人將恆河視為一條聖河，在節慶期間有超過7,000萬人在河中沐浴，相信可藉此洗淨自己過去的罪業。而人們於儀式過後會將如食物、垃圾和樹葉拋棄入河中，也造成污染。傳統信仰認為在恆河岸上將逝者異體火化，再讓骨灰順流而下可淨化死者的罪孽，獲得救贖。
估計光是在北方邦恆河畔的瓦拉納西（印度教的7個薩帕塔普里（聖城）中的一個），每年就有4萬具遺體被火化後投入河中。由於許多家庭無力購買足夠的木材，許多遺體在並未完全火化的情況下就直接拋入河中。

## 水庫和抽水站
建於1854年英屬印度時期的赫里德瓦爾大壩（Haridwar Dam），因會大幅度減少恆河的流量，而導致恆河衰退。另一案例是該國興建法拉卡堰，最初是為將淡水引入胡格利河，但後來卻因此增加恆河的鹽度，對沿河地下水和土壤產生不利影響。攔河堰造成孟加拉國和印度之間的嚴重緊張關係，孟加拉國積極考慮透過自己的恆河攔河堰計畫來解決鹽度問題。印度政府計劃在不久的將來在恆河支流上建造約300座水庫，用來發電，以應對國內日益增長的需求，但印度政府所委託的綠色小組於報告中提出，由於可能產生的環境問題，而建議取消34座擬建的水庫。
恆河上有三座水壩，位於比傑諾爾、納蘿拉和坎普爾。比傑諾爾和納蘿拉的水壩將所有水（包括旱季的基流）引至人工渠道，用於灌溉至普拉亞格拉吉的地區。坎普爾攔河堰的作用為在旱季時將上游的水引導，供城市飲用水之用，導致坎普爾攔河堰下游在每年旱季時就無法有足夠的流量。
坎普爾攔河堰下游的恆河沿岸有幾個抽水站，以供該地區的灌溉需求。
這些大型抽水站所在的地理座標如下：
- Rukunpur: 26°10′21″N 80°38′57″E
- Kanjauli Kachhar: 25°17′37″N 82°13′15″E
- Hakanipur Kalan: 25°12′57″N 83°01′15″E
- Bhosawali: 25°20′46″N 83°10′11″E
- Shekpur: 25°32′13″N 83°11′57″E
- Chochakpur: 25°28′55″N 83°25′11″E
- Lamui: 25°23′20″N 83°32′11″E
- Chausa: 25°31′11″N 83°54′04″E

這些抽水站將大部分坎普爾下游的恆河基流抽走。
在沿河8個月的旱季期間，為保持恆河的流動並稀釋來自居住區和工業的污水，從納蘿拉到法拉卡的河道需要至少5,000立方英尺/秒的最低環境流量。為解決問題，可考慮在納蘿拉上游的恆河支流上建造容量為10億立方英尺的水庫，並將儲存的水專門用於維持最低環境流量來達成。
此外，還應從坎普爾到普拉亞格拉吉這一段的河道上建造一系列梯級水壩，以擴大污水的表面積，用作河水自然曝氣之用。目標是在每年的季風洪水期間將累積的污染物沖走。目前在法拉卡和普拉亞格拉吉之間已規劃將興建幾座水壩，作為國家水道1號項目的一部分，項目的目的為將霍爾迪亞與普拉亞格拉吉之間1,620公里的段落航道化，並可能進一步再延伸至坎普爾。

## 統計數據
於2006年從事的一項研究揭示出恆河嚴重的污染問題。根據以往12年的監測數據顯示每100毫升河水有高達1億個最可能數（MPN）的糞便大腸菌，同時，生物需氧量平均值也高達40毫克/公升以上，顯示河水中的有機污染物極為嚴重。估計水媒傳染病（包括急性胃腸道疾病）的總體發生率約為66%。
北阿坎德邦環境保護與污染控制委員會 (UEPPCB) 進行系統分類，將河水分為四類：A（安全飲用）、B（安全沐浴）、C（安全農業）和D（過度污染）。恆河被歸類為D類。恆河河水的大腸菌群水平也曾被測得高達每100毫升有5,500個最可能數，此水平甚至高於農業用水的安全標準，遑論是供飲用或是沐浴之用。
坎普爾當地有400多家製革廠，約僱用5萬名員工，使用的化學材料中含有毒的鉻化合物等。雖然當地於1995年已建立一共用的污水處理廠，但恆河中的鉻含量並沒因此下降，而是超過建議最高水準的70倍以上。
印度醫學研究委員會下屬的國家癌症登記計劃 (NCRP) 於2012年進行的一項研究，結果顯示，"居住在北方邦、比哈爾邦和西孟加拉邦恆河沿岸的人們比印度其他任何地方都更容罹患癌症。" 
而於2020年所做的一項研究，顯示恆河中有毒重金屬的含量近年來已明顯改善。這項研究由印-美科技論壇（Indo-US Science and Technology Forum，IUSSTF）所贊助。

## 影響

### 水生生物
在恆河流域內採集的各種樣本進行汞分析的結果，顯示一些魚類體中積累有高含量的汞，其中約50-84%是有機汞。肌肉組織中的汞含量與魚類飲食習慣和長度之間有強烈的正相關性。
恒河豚是世界上現存少數的淡水豚之一，已被列為瀕危物種，其族群數量據信現已少於2,000隻。恆河沿岸的水力發電和灌溉大壩阻止恆河豚在恆河上下游移動，而被認為是恆河豚數量為之下降的主要原因。
恒河鱉分佈於巴基斯坦、印度、孟加拉國和尼泊爾的恆河、印度河和默哈訥迪河系統。這種鱉棲息在深河、溪流、大型人工渠道、湖泊和有泥床或沙床的池塘中。根據國際自然保護聯盟的說法，這種鱉的物種很脆弱。由於其壽命長且在水生食物網中的營養級高，而特別容易受到重金屬污染的影響，而這正是恆河中的一種主要污染來源。

### 野生動物
在恆河盆地沿河建造的一些水壩將淹沒附近的大片森林。例如於北坎德邦德沃普拉耶格的Kotli-Bhel水庫將淹沒1,200公頃的森林，而破壞森林生態系統及其中的野生動物。

### 人類
於2006年和2007年對恆河的水進行分析，顯示水媒傳染病與河中沐浴，並利用河水洗衣、洗滌、飲食、清潔器具和刷牙之間有顯著關聯。[恒河水與痢疾、霍亂、肝炎和嚴重腹瀉有關聯，腹瀉仍是印度兒童死亡的主要原因之一。

在夏季和季風期間，恆河沿岸醫院裡擠滿需要治療水媒傳染病的兒童，但據於瓦拉納西的希夫普拉薩德古普塔紀念醫院（Shiv Prasad Gupta Hospital）服務的小兒科醫生S.C.辛格的說法，這類兒童的父母很少提及小孩在河裡游泳。他們似乎沒想到這兩者間會有關聯。

## 清理工作

### 恆河協會
恆河協會是一個致力於保護恆河的組織，由印度學者及政治家馬丹·莫漢·馬拉威亞於1905年創立。英屬印度政府經此組織的長期爭取，終在1914年11月5日同意，承認恆河的暢通無阻是印度教徒的基本權利。這一天在印度史上被稱為"Aviral Ganga Samjhauta Divas（不間斷恒河水流協議日）"。這項協議被稱為"1916年協議"，於1916年12月19日生效。雖然協議不具法律效力，但印度獨立後，其神聖性並未得到印度各邦和中央政府的維護。有越來越多的河水改作灌溉用途，加劇河川的污染和河水短缺的壓力。

### 恒河行動計劃

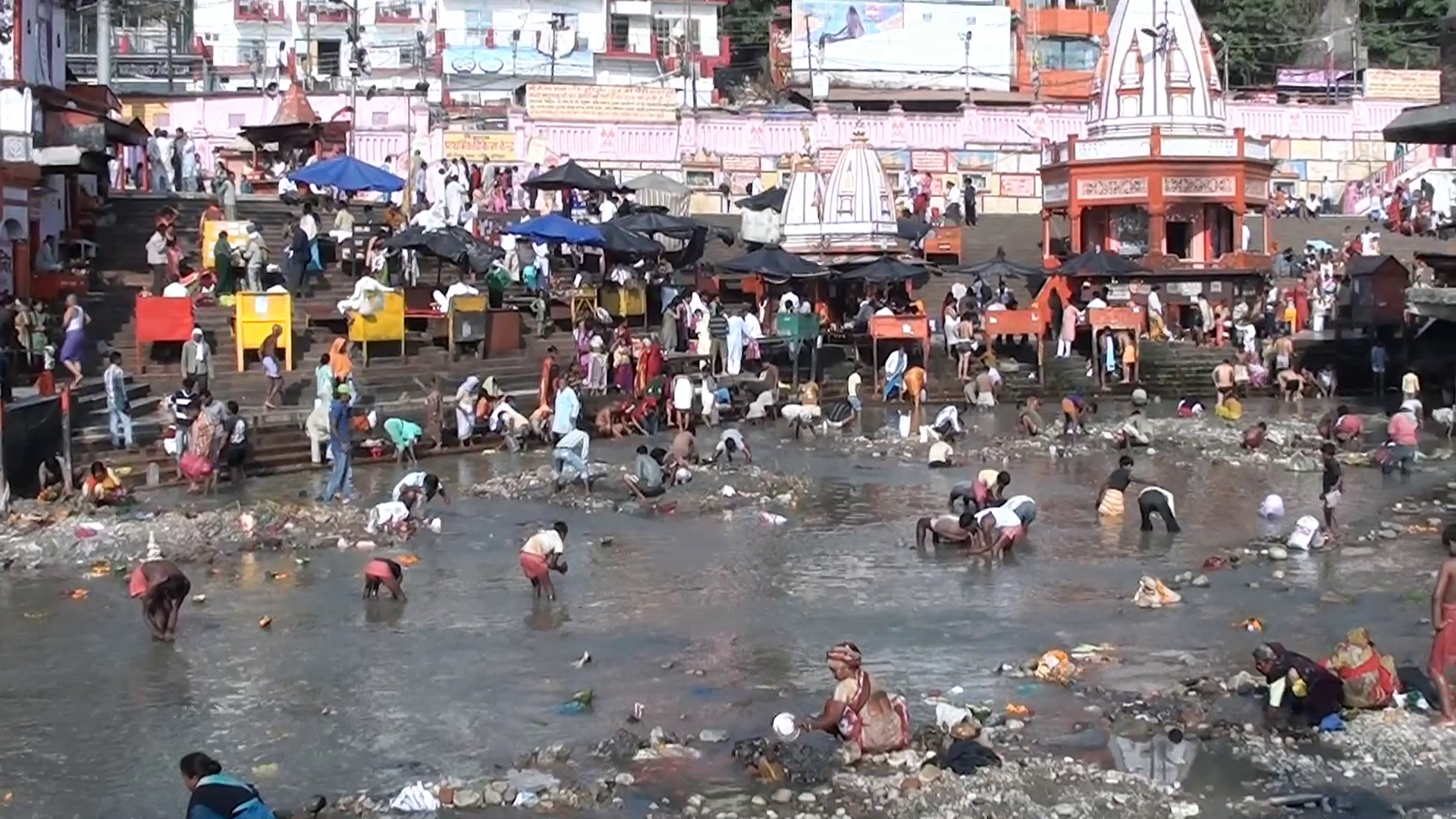
依據印度前總理拉吉夫·甘地倡導的恆河行動計畫（Ganga Action Plan），將恆河的人工渠道放水後進行清理。

恆河行動計畫（ Ganga Action Plan，GAP）由時任印度總理拉吉夫·甘地於1985年6月發起。計畫涵蓋25個一級城鎮（北方邦6個、比哈爾邦4個、西孟加拉邦15個），共花費 86.259億印度盧比。主要目標是透過截流、分流和處理生活污水來改善水質，並防止已確定為污染單位將有毒廢棄物和工業化學廢棄物排入恆河。 GAP的其他目標如下：
- 控制如人們的露天排便、牛隻泥浴、河中拋置人類遺骸等非點源污染。
- 研究和發展，以保護河流生物多樣性並提高其生產力。
- 發展上流式厭氧污泥床（UASB）、植樹造林等污水處理技術。
- 進行恆河鱉復育，以協助降低污染。
- 進行資源回收，例如用來生產甲烷以發電，和利用水產養殖來創造收入。
- 作為處理其他污染嚴重河道的類似行動典範。
- GAP的最終目標是同時採用非生物和生物生態系統之間的各種動態交互作用，進入綜合流域管理。

雖然GAP第一階段的進度出現一些延誤，但也引起相當大的關注，並為該國於其他受污染河流實施同樣做法奠下基礎。印度政府提議透過國家河流行動計畫（National River Action Plan，NRAP）將GAP做適當修改，以擴大於全國實施。 NRAP吸收GAP的教訓和經驗，並尋求邦政府和其他相關部門和機構的意見。印度環境、森林與氣候變化部所屬的中央污染控制委員會根據NRCP計劃，進行各河流的流域研究，並確定19條河流沿線的19條污染河道和14條污染較輕河道，其中包括中央邦7條河流沿線的11條河道。
NRAP第二階段涵蓋5個邦的59個城鎮，花費超過50.53億印度盧比。亞穆納河、戈默蒂河、達摩達河和默哈嫩達河等有各自獨立的行動計畫。

### 國家恆河流域管理局 (NGRBA)
印度中央政府於2009年2月20日根據《1986年環境保護法》第3條成立國家恆河流域管理局 (NGRBA)，並宣佈恆河為印度的"國河"。NGRBA主席包括印度總理和恆河流經各邦的首席部長。世界銀行於2011年批准，為NGRBA提供10億美元的經費。

### 2010年政府清理恆河行動
印度政府於2010年宣佈一項經費達到40億美元的計劃，以確保到2020年不再有未經處理的市政污水或工業污水流入長達1,560英里的恆河。世界銀行發言人於2011年對此計劃的描述為：
早期清潔恆河的工作集中在一些污染嚴重的城鎮和中心，並解決那裡的"管線末端"污水處理問題。恆河行動借鑒過去的經驗和教訓，將著眼於整個恒河流域，同時在規劃和優先考慮投資方面，將摒棄早期以城鎮為中心的做法。
印度非營利遊說團體釋困摩禪基金會 (Sankat Mochan義為解厄者)"正與GO2 Water Inc.（一家位於美國加利福尼亞州伯克萊的污水技術公司）合作"，為瓦拉納西設計一套新的污水處理系統。
印度最高法院持續致力於關閉和搬遷許多工廠，例如位於恆河沿岸的圖爾西工業（Tulsi Industries）。 印度政府於2010年宣佈牛嘴冰河（恆河源頭之一）和烏德爾加希之間的河道為生態敏感區（作用為從高保護區到低保護區的過渡地帶）。

### 讚頌聖河計劃
印度財政部部長阿倫·賈伊特利在2014年7月10日向國會提交的預算中，宣佈一項一項名為"Namami Gange"（意為"讚頌聖河"）的恆河綜合開發項目，為此撥款203.7億印度盧比。目標是有效減少污染、保護恆河並讓其恢復活力。此項目涵蓋8個邦。印度供水與污水處理部提議斥資1700億盧比（中央政府撥款），讓恆河沿岸的1,674個村落徹底消除露天排便。截至2016年7月，估計清理河流的各種工作已花費295.8億印度盧比（4.6億美元）。
根據這項該計劃，印度政府下令關閉恆河周圍的48個工業單位。這項計劃未來5年預計將支出2,000億印度盧比，比過去30年的支出顯著增加5倍（印度政府從1985年起在這項計畫已花費約400億印度盧比）。中央財政將完全承擔此計劃項下所有項目的資金。中央政府借鑒早期清潔恆河行動的不盡理想，將承諾長期投入，提供至少10年的運作維護資源。並採用公私合作（Public-Private Partnership，PPP）或創立特殊目的單位（Special Purpose Vehicle ，SPV）方式來解決污染熱點問題。
為加強執法，中央政府還計劃成立一個由四個營組成的恆河生態工作團隊。讚頌聖河計劃強調改善中央和邦政府各部會和機構之間的協調機制。包括屬於其他部會最初授權範圍的重大基礎設施投資。此外，中央的住宅及城市事務部、供水與污水處理部以及環境、森林與氣候變化部也將參與。
讚頌聖河計劃將聚焦在污染減量干預措施，主要透過攔截、轉移和處理經由明渠輸送的污水。此計劃將採用生物修復、適當的原位處理、創新技術、生活污水處理廠（STP）和工業放流水處理廠（ETP）。計畫的目的是實施立即的短期措施，以防止污染物在河流出口點排放，並阻止污水流入。
值得注意的是此計畫因可帶來社會經濟效益而引人注目，包括創造就業機會、提高生活品質以及為依賴河流維生的廣大人口帶來健康利益。計畫的主要目標和重點是：
1. 污水處理基礎設施
2. 濱河區域開發
3. 河面清理
4. 生物多樣性
5. 植樹造林
6. 公共意識
7. 工業流放水監測
8. 建立"恒河村"（對沿恆河流域的所有4470個村莊進行以衛生為基礎的綜合發展。）[51]

### 讚頌聖河計劃-II
隨著讚頌聖河計劃成功實施，印度政府為讚頌聖河計劃-II撥款2,250億盧比，目的在進一步維護恆河，計畫將持續到2026年。印度政府從2014-15財政財年度到2023年1月31日向印度恆河清潔計畫 (National Mission for Clean Ganga，NMCG) 提供總計1,408.472億印度盧比的資金。而NMCG已向邦政府、邦立恆河清理計畫和其他組織撥款1.3607.18億印度盧比，用於實施與河流復興相關的項目。

### 恆河清潔論壇
恆河清潔論壇（Ganga Manthan）是一次全國會議，目的在討論清潔這條河流的問題，及可能的解決方案。
此論壇由印度恆河清潔計畫  (NMCG) 籌劃，於2014年7月7日在新德里的科學會堂舉行，透過此次活動來收集利害相關者的回饋意見，並制定振興恆河的路徑。

#### 尼泊爾於枯水期間放水
尼泊爾在與恆河有關聯的河流及支流建有許多攔河堰（不包括與印度的合作項目）和抽水站，以在枯水季節轉移河水用於灌溉目的。這些引水工程位於以下所列座標附近：
28°25′29″N 81°22′49″E / 28.42472°N 81.38028°E, 
28°02′24″N 81°57′12″E / 28.04000°N 81.95333°E, 
27°52′51″N 82°30′13″E / 27.88083°N 82.50361°E, 
27°40′00″N 83°06′49″E / 27.66667°N 83.11361°E, 
27°42′17″N 84°25′57″E / 27.70472°N 84.43250°E, 
27°08′11″N 85°29′01″E / 27.13639°N 85.48361°E, 
26°53′09″N 86°08′13″E / 26.88583°N 86.13694°E, 
26°50′13″N 87°09′01″E / 26.83694°N 87.15028°E, 及
26°41′05″N 87°52′43″E / 26.68472°N 87.87861°E
印度是尼泊爾的下游河岸國家，有權要求分享來自該國的河水流量，類似於印度與孟加拉國簽訂的河水共享協議，印度承認孟加拉國是下游河岸國家。印度和尼泊爾之間目前尚未就枯水季節公平分享河水達成雙邊協議。當尼泊爾在此期間放水，將有助於清潔和稀釋恆河下游直至法拉卡堰的污染水域。

## 清潔恒河基金
印度聯邦內閣於2014年9月批准設立清潔恒河基金，目的在將籌集到的資金用於與頌讚聖河計畫有關的各種活動：
- 清理恆河
- 設立廢棄物處理廠
- 保護河川生物多樣性
- 發展公共設施
- 進行河壇重建、研發及創新工程等活動[62]

### 印度恆河清潔計畫

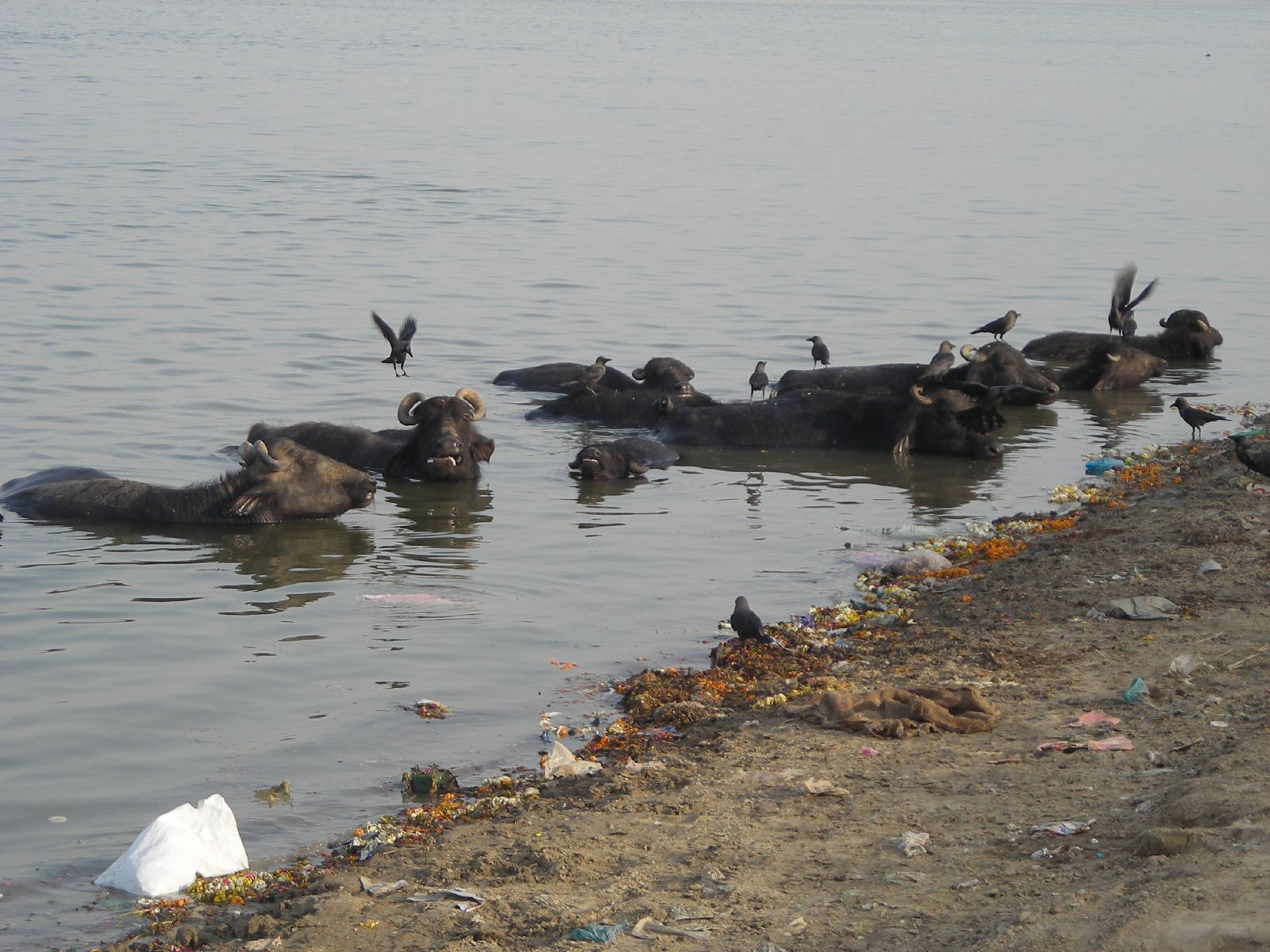
在恆河沿岸泥浴的水牛，也是造成河水污染的原因之一。

印度恆河清潔計畫(NMCG) 是國家恒河委員會（National Ganga Council）的執行部門，由委員會於2016年10月根據2016年恆河（復興、保護和管理）令成立。 目的是全面淨化恆河及其支流。
頌讚聖河計畫
頌讚聖河計畫於2014年啟動，是印度聯邦政府的旗艦倡議。備有2,000億印度盧比的預算，用於有效減少污染、保護和振興恆河。頌讚聖河計畫是迄今最全面的河流保護計畫，與先前清潔恆河的各項計畫有所區別。

## 支持清理恆河的抗議活動

### 印度教僧侶絕食抗議死亡事件
於2011年初，一位名叫尼加馬南達·薩拉斯瓦蒂的印度教僧侶為抗議在北阿坎德邦赫里德瓦爾地區的恒河河床採石，導致污染而採絕食致死的事件。 薩拉斯瓦蒂於2011年6月去世後，他所在的阿什拉姆（印度教靜修院）領袖斯瓦米·希瓦南達 (Swami Shivananda) 也為同一運動從11月25日開始禁食11天。北阿坎德邦政府為此於2011年12月5日發佈命令，禁止在博格浦爾（Bhogpur）和比尚浦爾（Bishanpur）河道進行採石。邦政府官員稱在恆河的採石活動將由一個特別委員會進行研究，以評估其對河流及週邊地區的環境影響。

### 古魯·達斯·阿格拉瓦爾
古魯·達斯·阿格拉瓦爾是一名環保活動家，也是恆河協會的贊助人，此組織由馬丹·莫漢·馬拉維亞於1905年創立，協會的訴求是拆除恆河上的水壩。在安納·哈扎爾等社會運動者的聲援下，成功遊說時任印度總理曼莫漢·辛格同意其要求。隨後阿格拉瓦爾呼籲國家恆河流域管理局(NRGBA) 召開會議，並敦促當局利用批准的260億印度盧比（5.2億美元）"用於建設下水道網路、污水處理廠、污水抽水站、電氣化火葬場、社區公廁和河濱開發。" 以改善恆河的污染問題。阿格拉瓦爾要求政府兌現清潔和拯救恒河的承諾，自2018年6月22日起開始無限期禁食，而於2018年10月11日去世。 

## 外部連結
- Yamuna Mission （页面存档备份，存于）
- Ganga gets dirtier by the day as the Government dithers -- Daily Pioneer （页面存档备份，存于）
- National River Conservation Directorate
- Eco Friends Ganges conservation
- - Ganga Action Plan Phase I (June-1985 to 31 March 2000)
- 的存檔，存档日期4 March 2016. - Planning Commission Report On Utilization of Funds and Assets Created Through Ganga Action Plan in States Under Gap
- [nmcg.nic.in National Mission for clean Ganga]